# Associazione Mineralogica Internazionale
L'Associazione mineralogica internazionale (sigla AMI, nelle  lingue neo-latine, o IMA - International Mineralogical Association, in inglese) è un gruppo internazionale composto da 39 associazioni mineralogiche nazionali, con lo scopo di promuovere la mineralogia e standardizzare la nomenclatura delle oltre quattromila specie di minerali conosciute.
L'IMA è affiliata all'Unione internazionale di scienze geologiche (IUGS).

## Gruppi di lavoro e commissioni
La commissione più attiva all'interno dell'IMA è la Commission on New Minerals and Mineral Names (CNMMN) fondata nel 1959 per coordinare l'assegnazione dei nomi alle nuove specie mineralogiche scoperte, la revisione dei nomi esistenti e la cancellazione delle specie non valide. Nel 2006 si è fusa con la Commission on Classification of Minerals (CCM) per costituire la Commission on New Minerals, Nomenclature and Classification (CNMNC).

## Membri dell'IMA
Tra le società appartenenti all'IMA si possono annoverare:
- Österreichische Mineralogische Gesellschaft
- Sociedade Brasileira de Geologia
- Mineralogical Association of Canada
- Société française de minéralogie et de cristallographie
- Deutsche Mineralogische Gesellschaft
- Società italiana di mineralogia e petrologia
- Mineralogical Society of Japan
- Russian Mineralogical Society
- Mineralogical Association of South Africa
- The Swedish Mineralogical Society
- Schweizerische Mineralogische und Petrographische Gesellschaft
- Mineralogical Society of Great Britain and Ireland
- Mineralogical Society of America
- Ukrainian mineralogical association